# El Bilal Touré
El Bilal Touré (Adjamé, 3 ottobre 2001) è un calciatore maliano con cittadinanza ivoriana, attaccante dell'Atalanta e della nazionale maliana.

## Biografia
Nato e cresciuto in Costa d'Avorio da madre di origini maliane, non ha mai conosciuto il padre. A 15 anni si è trasferito in Mali per entrare nel settore giovanile dell'Afrique Football Elite.

## Caratteristiche tecniche
Gioca come punta centrale ma può agire anche da esterno. Dotato di un fisico potente e di buona tecnica di base. Touré è abile nel calci di rigore, il suo piede forte è il destro, possiede un buon senso della posizione, sa calciare con potenza, e sfrutta anche il colpo di testa. Dà il meglio di sé in campo aperto grazie alle sue accelerazioni palla al piede.

## Carriera

### Club

#### Stade Reims e Almería
Touré viene acquistato dallo Stade Reims il 3 gennaio 2020; dopo due partite giocate con la formazione B ed altrettanti gol segnati, viene promosso in prima squadra. Debutta in Ligue 1 il 1º febbraio seguente, disputando l'incontro vinto 4-1 contro l'Angers, quando la squadra è inizialmente in svantaggio Touré realizza al 38' il rigore del momentaneo pareggio.Con un altro rigore da lui trasformato permette alla squadra di battere per 1-0 lo Rennes, con lo stesso risultato si conclude la partita contro il Brest decisa dal gol di Touré.
In tre stagioni di permanenza, totalizza complessivamente 68 presenze e 9 reti tra tutte le competizioni ufficiali con la maglia del club biancorosso, nella suo ultimo campionato con lo Stade Reims segna su penalty battendo per 2-0 il Saint-Étienne, inoltre sigla la rete del 2-1 sconfiggendo il Lorient.
Il 1º settembre 2022, Touré viene ceduto all'Almería, club della Liga spagnola. Lungo la stagione 2022-2023, segna una rete sconfiggendo per 3-1 il Rayo Vallecano, un altro gol lo realizza battendo per 3-2 il Girona, Touré con la sua rete permette alla squadra di sconfiggere per 1-0 il Barcellona, l'ultimo gol lo sengna nel pareggio per 3-3 contro l'Espanyol : realizza 7 reti in 21 partite, a cui aggiunge una presenza senza reti nella coppa nazionale.

#### Atalanta e Stoccarda
Il 29 luglio 2023, Touré viene acquistato dall'Atalanta, in Serie A, per una cifra di 31 milioni di euro (più una percentuale del 15% sull'incasso di una futura rivendita), diventando così l'acquisto più oneroso della storia del club bergamasco.
Tuttavia, durante la fase di preparazione precampionato, riporta la rottura dell’inserzione prossimale del tendine del muscolo retto femorale della coscia destra, infortunio che lo costringe a un lungo stop. Segna al suo esordio in Serie A l'11 febbraio 2024, al 103º minuto della gara vinta contro il Genoa; grazie a questa affermazione, stabilisce un nuovo record per il goal più tardivo mai realizzato in Serie A. Si ripete due mesi più tardi, nella sfida esterna contro il Monza, vinta 2-1. Trova il suo primo gol in una competizione internazionale il 9 maggio seguente, segnando il gol del definitivo 3-0 contro l'Olympique Marsiglia nella gara di ritorno delle semifinali di Europa League. Quindi, contribuisce alla vittoria del torneo da parte degli orobici, arrivata in seguito al successo in finale sul Bayer Leverkusen, che ha rappresentato il primo trofeo europeo nella storia del club.
Il 23 agosto del 2024 viene ceduto allo Stoccarda in prestito, per 4 milioni di euro con diritto di riscatto per 14 milioni di euro più una percentuale su un'eventuale futura rivendita. Il 31 agosto esordisce in Bundesliga nel pareggio interno contro il Magonza (3-3), subentrando al 74' a Jamie Leweling. Il 17 settembre esordisce anche in  UEFA Champions League, nella sconfitta in casa del Real Madrid (3-1) , subentrando al 74' a Deniz Undav, il 22 ottobre segna una rete nel campionato continentale, decidendo la vittoriosa trasferta in casa della Juventus al 92', dopo essere subentrato ad  Ermedin Demirović.. Il 22 settembre segna il suo primo gol in Bundesliga con lo Stoccarda nel successo per 5-1 contro il Borussia Dortmund.

### Nazionale
Con la nazionale Under-20 maliana, Touré ha vinto la Coppa delle nazioni africane Under-20 2019: contro il Burkina Faso serve al suo compagno di squadra Mamadou Traoré l'assist con cui egli segna la rete del 1-0, mentre nella semifinale contro la Nigeria conclusa per 1-1 ai calci di rigore il Mali si impone per 4-3, Touré segna dagli undici metri il gol finale.
Nel 2020, ha invece esordito in nazionale maggiore nel successo per 3-0 in amichevole contro il Ghana, in cui è andato in gol. In seguito ha anche partecipato alla Coppa delle nazioni africane 2021, nella quale ha giocato due partite (gli ultimi minuti della partita della fase a gironi vinta contro la Tunisia, nella quale è stato peraltro espulso dopo pochi minuti dal suo ingresso in campo,. e negli ottavi di finale contro la Guinea Equatoriale, la partita si conclude ai rigori, Touré segna dal dischetto ma la squadra subisce una sconfitta per 6-5..
Nel dicembre del 2023, è stato inizialmente incluso nella rosa maliana partecipante alla Coppa d'Africa in Costa d'Avorio, venendo però escluso su richiesta del suo club di provenienza, l'Atalanta, a causa dei suoi problemi fisici; il CT della nazionale, Éric Chelle, ha poi criticato pubblicamente la squadra italiana.

## Statistiche

### Presenze e reti nei club
Statistiche aggiornate al 5 aprile 2025.
| Stagione           | Squadra            | Campionato         | Campionato | Campionato | Coppe nazionali | Coppe nazionali | Coppe nazionali | Coppe continentali | Coppe continentali | Coppe continentali | Altre coppe | Altre coppe | Altre coppe | Totale | Totale |
| Stagione           | Squadra            | Comp               | Pres       | Reti       | Comp            | Pres            | Reti            | Comp               | Pres               | Reti               | Comp        | Pres        | Reti        | Pres   | Reti   |
| ------------------ | ------------------ | ------------------ | ---------- | ---------- | --------------- | --------------- | --------------- | ------------------ | ------------------ | ------------------ | ----------- | ----------- | ----------- | ------ | ------ |
| gen.-giu. 2020     | Stade Reims 2      | N2                 | 2          | 2          | -               | -               | -               | -                  | -                  | -                  | -           | -           | -           | 2      | 2      |
| gen.-giu. 2020     | Stade Reims        | L1                 | 7          | 3          | CF+CdL          | 0               | 0               | -                  | -                  | -                  | -           | -           | -           | 7      | 3      |
| 2020-2021          | Stade Reims        | L1                 | 33         | 4          | CF              | 1               | 0               | UEL                | 2                  | 0                  | -           | -           | -           | 36     | 4      |
| 2021-2022          | Stade Reims        | L1                 | 21         | 2          | CF              | 1               | 0               | -                  | -                  | -                  | -           | -           | -           | 22     | 2      |
| ago. 2022          | Stade Reims        | L1                 | 3          | 0          | CF              | -               | -               | -                  | -                  | -                  | -           | -           | -           | 3      | 0      |
| Totale Stade Reims | Totale Stade Reims | Totale Stade Reims | 64         | 9          |                 | 2               | 0               |                    | 2                  | 0                  |             | -           | -           | 68     | 9      |
| ago. 2022-2023     | Almería            | PD                 | 21         | 7          | CR              | 1               | 0               | -                  | -                  | -                  | -           | -           | -           | 22     | 7      |
| 2023-2024          | Atalanta           | A                  | 11         | 2          | CI              | 2               | 0               | UEL                | 4                  | 1                  | -           | -           | -           | 17     | 3      |
| 2024-2025          | Stoccarda          | BL                 | 12         | 2          | CG              | 1               | 0               | UCL                | 4                  | 1                  | -           | -           | -           | 17     | 3      |
| Totale carriera    | Totale carriera    | Totale carriera    | 110        | 22         |                 | 6               | 0               |                    | 10                 | 2                  |             | -           | -           | 126    | 24     |

### Cronologia presenze e reti in nazionale
| Cronologia completa delle presenze e delle reti in nazionale ― Mali | Cronologia completa delle presenze e delle reti in nazionale ― Mali | Cronologia completa delle presenze e delle reti in nazionale ― Mali | Cronologia completa delle presenze e delle reti in nazionale ― Mali | Cronologia completa delle presenze e delle reti in nazionale ― Mali | Cronologia completa delle presenze e delle reti in nazionale ― Mali | Cronologia completa delle presenze e delle reti in nazionale ― Mali | Cronologia completa delle presenze e delle reti in nazionale ― Mali |
| Data                                                                | Città                                                               | In casa                                                             | Risultato                                                           | Ospiti                                                              | Competizione                                                        | Reti                                                                | Note                                                                |
| ------------------------------------------------------------------- | ------------------------------------------------------------------- | ------------------------------------------------------------------- | ------------------------------------------------------------------- | ------------------------------------------------------------------- | ------------------------------------------------------------------- | ------------------------------------------------------------------- | ------------------------------------------------------------------- |
| 9-10-2020                                                           | Manavgat                                                            | Mali                                                                | 3 – 0                                                               | Ghana                                                               | Amichevole                                                          | 1                                                                   |                                                                     |
| 13-11-2020                                                          | Bamako                                                              | Mali                                                                | 1 – 0                                                               | Namibia                                                             | Qual. Coppa d'Africa 2021                                           | 1                                                                   |                                                                     |
| 17-11-2020                                                          | Windhoek                                                            | Namibia                                                             | 1 – 2                                                               | Mali                                                                | Qual. Coppa d'Africa 2021                                           | -                                                                   |                                                                     |
| 6-6-2021                                                            | Blida                                                               | Algeria                                                             | 1 – 0                                                               | Mali                                                                | Amichevole                                                          | -                                                                   |                                                                     |
| 15-6-2021                                                           | Radès                                                               | Tunisia                                                             | 1 – 0                                                               | Mali                                                                | Amichevole                                                          | -                                                                   | 22’, 32’                                                            |
| 7-10-2021                                                           | Agadir                                                              | Mali                                                                | 5 – 0                                                               | Kenya                                                               | Qual. Mondiali 2022                                                 | -                                                                   | 62’                                                                 |
| 10-10-2021                                                          | Nairobi                                                             | Kenya                                                               | 0 – 1                                                               | Mali                                                                | Qual. Mondiali 2022                                                 | -                                                                   | 69’                                                                 |
| 11-11-2021                                                          | Kigali                                                              | Ruanda                                                              | 0 – 3                                                               | Mali                                                                | Qual. Mondiali 2022                                                 | -                                                                   | 61’                                                                 |
| 14-11-2021                                                          | Agadir                                                              | Mali                                                                | 1 – 0                                                               | Uganda                                                              | Qual. Mondiali 2022                                                 | -                                                                   |                                                                     |
| 12-1-2022                                                           | Limbe                                                               | Tunisia                                                             | 0 – 1                                                               | Mali                                                                | Coppa d'Africa 2021 - 1º turno                                      | -                                                                   | 81’ 87’                                                             |
| 26-1-2022                                                           | Limbe                                                               | Mali                                                                | 0 – 0 dts (5 – 6 dtr)                                               | Guinea Equatoriale                                                  | Coppa d'Africa 2021 - Ottavi di finale                              | -                                                                   | 84’                                                                 |
| 4-6-2022                                                            | Bamako                                                              | Mali                                                                | 4 – 0                                                               | Rep. del Congo                                                      | Qual. Coppa d'Africa 2023                                           | 2                                                                   | 81’                                                                 |
| 9-6-2022                                                            | Kampala                                                             | Sudan del Sud                                                       | 1 – 3                                                               | Mali                                                                | Qual. Coppa d'Africa 2023                                           | -                                                                   | 90’                                                                 |
| 23-9-2022                                                           | Bamako                                                              | Mali                                                                | 1 – 0                                                               | Zambia                                                              | Amichevole                                                          | 1                                                                   |                                                                     |
| 16-11-2022                                                          | Bir El Djir                                                         | Algeria                                                             | 1 – 1                                                               | Mali                                                                | Amichevole                                                          | -                                                                   |                                                                     |
| 22-3-2024                                                           | Marrakech                                                           | Mauritania                                                          | 0 – 2                                                               | Mali                                                                | Amichevole                                                          | 1                                                                   |                                                                     |
| 26-3-2024                                                           | Marrakech                                                           | Nigeria                                                             | 0 – 2                                                               | Mali                                                                | Amichevole                                                          | 1                                                                   | 69’                                                                 |
| 6-6-2024                                                            | Bamako                                                              | Mali                                                                | 1 – 2                                                               | Ghana                                                               | Qual. Mondiali 2026                                                 | -                                                                   | 56’                                                                 |
| 11-6-2024                                                           | Johannesburg                                                        | Madagascar                                                          | 0 – 0                                                               | Mali                                                                | Qual. Mondiali 2026                                                 | -                                                                   |                                                                     |
| 11-10-2024                                                          | Bamako                                                              | Mali                                                                | 1 – 0                                                               | Guinea-Bissau                                                       | Qual. Coppa d'Africa 2025                                           | 1                                                                   |                                                                     |
| 15-10-2024                                                          | Bissau                                                              | Guinea-Bissau                                                       | 0 – 0                                                               | Mali                                                                | Qual. Coppa d'Africa 2025                                           | -                                                                   |                                                                     |
| 15-11-2024                                                          | Maputo                                                              | Mozambico                                                           | 0 – 1                                                               | Mali                                                                | Qual. Coppa d'Africa 2025                                           | -                                                                   | 78’                                                                 |
| 20-3-2025                                                           | Berkane                                                             | Comore                                                              | 0 – 3                                                               | Mali                                                                | Qual. Mondiali 2026                                                 | -                                                                   | 72’                                                                 |
| 24-3-2025                                                           | Casablanca                                                          | Rep. Centrafricana                                                  | 0 – 0                                                               | Mali                                                                | Qual. Mondiali 2026                                                 | -                                                                   | 87’                                                                 |
| Totale                                                              |                                                                     | Presenze                                                            | 24                                                                  |                                                                     | Reti                                                                | 8                                                                   |                                                                     |

## Palmarès

### Competizioni nazionali
- Coppa di Germania: 1

Stoccarda: 2024-2025

#### Competizioni internazionali
- UEFA Europa League: 1

Atalanta: 2023-2024

### Nazionale
- Coppa d'Africa Under-20: 1

Niger 2019